# Мършояди
Мършояди (мършоядни животни) са животни, които консумират мъртви организми, умрели или убити от други организми / хищници. Докато мършоядството обикновено се отнася до месоядни животни, които се хранят с мърша, това също е поведение на хранене при растителноядните. Мършоядите играят важна роля в екосистемата, като консумират мъртви животински и растителни материали.
Мършоядите помагат за преодоляване на колебанията на хранителните ресурси в околната среда. Процесът и скоростта на почистване от трупове се влияят както от биотични, така и от абиотични фактори, като например размера на трупа, местообитанието, температурата и сезоните.

## Видове месоядни
Според нуждите си от енергия, поведението и класификацията си, животните биват:
- Мършояди – от латински: scewinga, sceawinga; чийто процес на консумиране на останки се завършва от:
  - decomposer – организъм, особено почвена бактерия, гъбички или безгръбначни, които разлагат органичния материал
  - детритофаги (detritivore) – животни, които се хранят с мъртъв органичен материал, особено растителен детрит. Detritivore произлиза от латинските думи: detritus – „отпадъци“ или „остатъци“, и vore – „да погълне“
- Хищник
- Хищници (Carnivora) – от латинските думи: carō (основата carn-) – „плът“ и vorāre – „да поглъщам“
- Месоядни (Carnivore) – от латинските думи: caro (родителен падеж carnis) – „месо“ или „плът“ и vorare – „да поглъщам“
  - hypercarnivores – (с консумация от ~100% месо) – със сродната на латински дума super- – „отгоре“, „над“, „превъзхождащо“
  - mesocarnivores (с консумация от 50 – 70% месо) – с латинската представка meso- – „средно“
- Сапрофит (Saprobiontic) – с древногръцката представка σαπρός (чете се „сапрос“) – „гнилостен“
- Всеядни (Omnivore) – от латинските думи: omnis – „всичко“ и vora (от vorare) – „да ядеш или поглъщаш“
- Растителноядни (Herbivore) – от латинските думи: herba – „малко растение, билка/трева“ и vora (от vorare) – „да ядеш, поглъщаш“

## Галерия
- Sarcophaga nodosa – вид муха, хранеща се с гниещо месо
- Койот се храни с труп на лос
- Полярна мечка яде труп на нарвал
- Мравки oecophylla smaragdina се хранят с умрял Achatina fulica
- Паяк се храни с опашката на гущер